# 화유리일문
《그녀의 소문을 믿나요》(花琉璃轶闻)는 2023년 방송되었던 중국의 드라마이다.

## 줄거리
- 어려서부터 군에서 자란 화유리는 좋은 무예 실력을 갖추게 되었다. 경성은 화씨 가문이 군대를 일으켜 입지를 다졌다는 소문이 자자했고, 또한 둘째 황자인 거원소가 태자로 책봉되어 본업에 애쓰지 않아 사람들은 불만을 품고 있었다. 화유리는 자신만의 방식으로 사회적 지위가 높은 여인들을 골탕 먹이고, 태자와 금박황자를 사로잡아 자신의 매력에 빠지게 만들어 버리면서 왕위 계승을 다투는 복잡한 내용을 강제로 반전 있는 로맨스 스토리로 바꿔놓는다.

## 등장 인물
- 멍쯔이 - 화유리 역
- 쉬정시 - 희원소 역
- 왕지 (王姬) - 태후 역
- 진일항 (陈逸恒) - 창융제 역
- 주원빙 (朱元冰) - 하원정 역
- 수몽운 (苏梦芸) - 전가민 역
- 의운학 (衣云鹤) - 희원호 역
- 장흔의 (张昕懿) - 연미 역
- 강삼 (姜杉) - 두수옥 역
- 마려 (Mary Ma) - 위명월 역
- 왕건신 (王建新) - 화응정 역
- 초옥 (焦钰) - 요문인 역